# Christian Cooper
Christian Cooper est un auteur et éditeur scientifique et un auteur et responsable éditorial de comics.

## Carrière
Cooper est scénariste pour l'anthologie Marvel Comics Presents avec souvent des histoires mettant en scène Ghost Rider et Vengeance. Il est aussi responsable éditorial de plusieurs comics des  X-Men ainsi que des deux derniers numéros de Marvel Swimsuit Special. Cooper est actuellement responsable éditorial au sein de la société Health Science Communications.
En 2023, il présente Christian Cooper et le monde des oiseaux, une série documentaire consacrée à l'observation des oiseaux sur la chaîne National Geographic.

### LGBTQ comics
Cooper est le premier auteur et éditeur de comics chez Marvel affirmant clairement son homosexualité. Il introduit Yoshi Mishima, le premier personnage homosexuel de la franchise Star Trek  dans  le comics Star Trek: Starfleet Academy  qui a été nommé pour un GLAAD Media Award en 1999. Il crée aussi le premier personnage clairement lesbien Victoria Montesi chez Marvel, et crée et écrit  Queer Nation: The Online Gay Comic. Cooper est aussi l'éditeur associé de la Division Alpha lorsque dans le numéro 106 Véga révèle être gay,.

## Vie privée
Dans les années 1980 Christian Cooper est président du club d'ornithologie de l'université Harvard. Cooper est un militant actif pour la défense des droits des personnes homosexuelles,.
Le 25 mai 2020 Cooper se dispute avec une femme blanche qui refuse de tenir son chien en laisse dans une partie de Central Park où cela est obligatoire. Cela débouche sur ce qui a été appelé l'incident de l'ornithologue de Central Park. La femme ayant appelé la police et affirmant qu'un Afro-Américain la menaçait alors que cela était faux. Cet incident est aussi la base du web comics illustré par Alitha Martinez et publié par DC Comics, intitulé It's a Bird.